# Zielebach
Zielebach – gmina (niem. Einwohnergemeinde) w Szwajcarii, w kantonie Berno, w regionie administracyjnym Emmental-Oberaargau, w okręgu Emmental.

## Demografia
W Zielebach mieszka 330 osób. W 2020 roku 8,2% populacji gminy stanowiły osoby urodzone poza Szwajcarią.